# Skuttunge kyrka

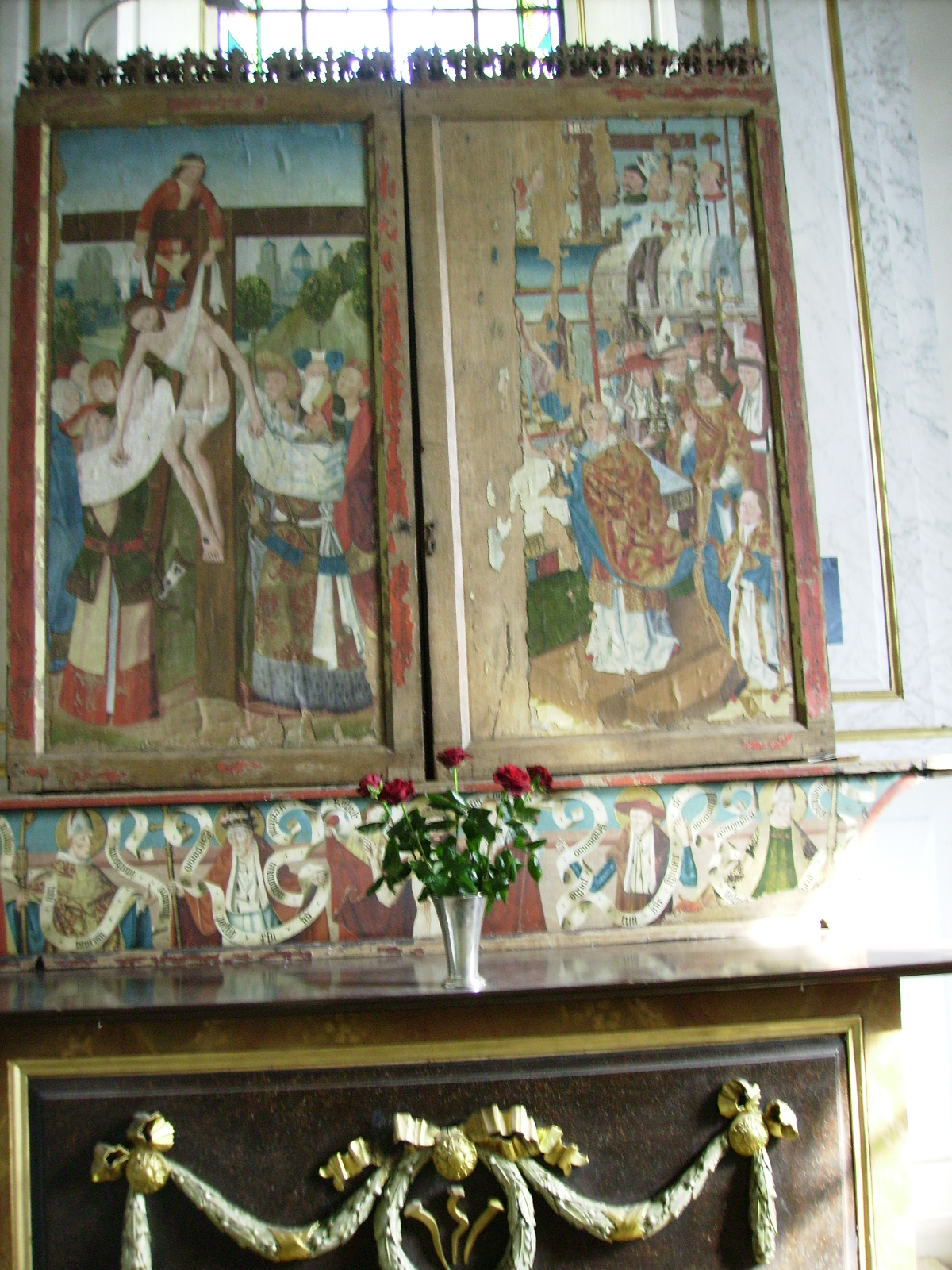
Altarskåpet, stängt på långfredagen

Skuttunge kyrka är en kyrkobyggnad i Skuttunge församling i Uppsala stift. Den församlingskyrka för Skuttunge församling i Uppsala stift.

## Kyrkobyggnaden
Kyrkobyggnaden består av ett rektangulärt långhus med rakslutet korparti, sakristia i norr och torn i väster. De putsade murarna består huvudsakligen av natursten. Fönstren har rundbågig form. Såväl långhuset som sakristian täcks av sadeltak, tornet kröns av en huv med lanternin. Ingång till kyrkorummet sker genom tornets bottenvåning. Kyrkan uppfördes sannolikt i början av 1300-talet, den trerummiga sakristian kan dock vara äldre. Under 1400-talet tillkom kyrkorummets stjärnvalv samt ett vapenhus, som revs i samband med att tornet uppfördes 1801–1803. Kyrkan har även haft en takryttare, som togs ned 1745. Fönstrens nuvarande form tillkom på 1760-talet, då kyrkan även erhöll ny takresning. Sedan tornet uppfördes har i princip bara underhållsarbeten skett av exteriören.
Skuttunge kyrka var vid sin tillkomst annexkyrka till Uppsala domkyrkas sjätte kanonikat, Trinitatis, vars huvudkyrka var Helga trefaldighets kyrka i Bondkyrka socken. Detta har antagits vara en av förklaringarna till att sakristian har den ovanliga rumsindelningen med en stor sal och två mindre kammare. Interiören har främst gustaviansk prägel.

### Kalkmålningar
Kyrkan har överkalkade, senmedeltida målningar. Dessa utfördes 1460 av mästaren Andreas Erikson. Målningarna överkalkades under senare delen av 1700-talet. En av bilderna, ett "livshjul", togs fram av konservator Rune Hammarling år 1987.
De överkalkade målningarna har kunnat åldersbestämmas tack vare en inskription, som avskrivits av Johan Peringskiöld. Den lyder i översättning från latinet: "År 1460, då Lars Olovsson var kyrkoherde och Johannes och Olov Bång kyrkvärdar, målades denna kyrka av Andreas Eriksson till Den heliga Treenighetens ära".
Tack vare uppteckningar i Skuttunge Handlingsbo från 1761 känner man till åtskilligt om målningarnas utseende: I korvalvet fanns bilder av de fyra evangelisterna samt de fyra latinska kyrkofäderna. På triumfbågens västsida, som vetter mot långhuset, fanns en framställning av de fem visa och de fem fåvitska jungfrurna. På predikstolens plats stod då ett så kallat ostaltare med Mariaskåpet (i norra hörnet mot korpelaren). Här fanns även överst på väggen, under valvbågen, ett "Christi crucifix med öfverskriften INRI". På vardera sidan om den korsfäste avbildades Maria och Johannes och nedanför fanns "en hop bilder, vars namn ej kunna synas". Längre ned i kyrkan, bakom södra kyrkdörren fanns på väggen ett "lyckohjul" (livshjul), se ovan, och mitt över denna dörr fanns bild av de kristnas förföljelse när de blivit kastade på "spetsiga och taggiga trän". Detta lär föreställa den "Thebanska legionens martyrium.

### Vapensköldar
Även målade vapensköldar har funnits. Under scenen med de fåvitska jungfrurna fanns år 1761 två vapen mitt emot varandra; "Det till höger är tecknat med en Lax-stjert och ett grinande djur derefter, ej alldeles olikt ett lejon, det till venster hafver ett brunt kors". Det sista har avsett Uppsala domkyrkas vapen. Betydelsen av det förra är osäkrare. Det antas vara fråga om ätten Slawekas vapen, ett lejonhuvud och en fiskstjärt. Riksrådet Johan Slawekas svärfar, Bengt Laurensson (Björnlår) hade år 1438 köpt jord i Häggeby i Skuttunge socken. Johan Slaweka ärvde denna jord. Detta har styrkts av att hans dotters sonson, Gabriel Kristersson Oxenstierna ägde jord i Häggeby år 1562. Oxenstiernas handstil förekommer på baksidan av köpebrevet. Det antas att nämnde Johan Slaweka hade med tillkomsten av kalkmålningarna i Skuttunge kyrka att göra. Kanske har han bekostat dem. Längst nere på pelaren till höger fanns ytterligare ett vapen; Det var grönt med ett svart sköldmärke, vilket avritades av krönikören år 1761, men knappast är ägnat att ge någon klarhet. Vapnet påminde om en pilbåge eller ett armborst.

### Orgel
- 1790 byggde Jonas Ekengren, Stockholm en orgel med 10 stämmor.
- 1870 byggde Johan Edberg, Björklinge en orgel med 10 stämmor.
- Den nuvarande orgeln byggdes 1955-1956 av Olof Hammarberg, Göteborg. Orgeln är mekanisk med slejflådor. Den har ett tonomfång på 56/30.

| Huvudverk I    | Öververk II       | Pedal         | Koppel |
| Kvintadena 16´ | Gedackt 8´        | Subbas 16´    | I/P    |
| Rörflöjt 8'    | Rörflöjt 4'       | Principal 8´  | II/P   |
| Principal 4'   | Principal 2'      | Flöjt 4'      | II/I   |
| Spetsflöjt 4'  | Nasat 1 1⁄3'      | Kvintadena 2' |        |
| Flagflöjt 2'   | Ters 4⁄5'         | Fagott 16'    |        |
| Mixtur IV 1'   | Scharf II 2⁄3'    |               |        |
| Trumpet 8'     | Regal 8'          |               |        |
|                | Tremulant         |               |        |
|                | Crescendosvällare |               |        |

#### Kororgel
1977 byggde Åkerman & Lund Orgelbyggeri Ab, Knivsta en mekanisk orgel med slejflåda.
| Manual       |
| Gedackt 8'   |
| Rörflöjt 4'  |
| Principal 2' |